# Línea de base (derecho del mar)

Las zonas marítimas de acuerdo a la Convención del Mar.

Las líneas de base son las líneas a partir de la cual se mide el mar territorial, la zona contigua, la zona económica exclusiva y la plataforma continental. Nacen con el objeto de determinar la extensión de los distintos espacios marítimos de un Estado costero, ya que es fundamental determinar previamente desde donde se miden estas zonas y de allí su funcionalidad.
Las aguas interiores son las que se encuentran al interior de las líneas de base, en las cuales el Estado ribereño goza de soberanía, mientras que en los demás espacios marítimos, los demás Estados gozan de ciertos derechos.
Las líneas de base pueden ser "normales", "rectas" o "archipelágicas". La Convención sobre el Derecho del Mar estableció normas particulares en el caso de líneas de base de costas con profundas escotaduras o en la que haya una franja de islas a lo largo; bahías; desembocadura de los ríos; construcciones portuarias; elevaciones de bajamar; islas y arrecifes.

## Línea de base normal
La línea de base normal es la línea de bajamar a lo largo de la costa que aparece marcada en las cartas reconocidas por el Estado ribereño. Sí fue reconocido en la Convención sobre Mar territorial de 1958 y también en la Convención de Derecho del Mar de 1982. 
Sin embargo, si se analizan las distintas variantes geográficas, hay autores que se preguntan si efectivamente la línea de bajamar es la línea de base normal. La idea de elegir la línea de bajamar es precisamente alejar de la costa el límite del mar territorial y los demás espacios marítimos, especialmente en costas donde las diferencias de mareas son mayores.

## Líneas de base recta
En el caso de costas muy desmembradas, o cuando existen deltas, el mar territorial puede medirse de acuerdo a las llamadas líneas de base rectas que unen diversos puntos del continente y de las islas e islotes cercanos al mismo. Estas líneas no siguen la línea de la costa sino la dirección general de ella.

## Líneas de base archipelágicas
Son las líneas de base rectas que pueden trazar los Estados archipelágicos que unen los puntos extremos de las islas y los arrecifes emergentes más alejados del archipiélago, según el artículo 46 de la Convención del Mar.